# Ladissa latecingulata
Ladissa latecingulata är en spindelart som beskrevs av Simon 1907. Ladissa latecingulata ingår i släktet Ladissa och familjen plattbuksspindlar. Inga underarter finns listade i Catalogue of Life.